# نيلوفرية
النيلوفرية أو زنابق الماء (الاسم العلمي: Nymphaeaceae) (بالإنجليزية: Water Lilies)‏ هي فصيلة من النباتات تتبع رتبة النيلوفريات من صف كاسيات البذور.
تعيش هذه النباتات في المسطحات المائية، بحيث تكون جذورها مثبتة في التربة، وتطفو أوراقها وأزهارها فوق سطح الماء. كذلك، تتميز معظم أوراق زنابق الماء بكونها مستديرة في الشكل، ذات شق شعاعي، بينما تكون في بعضها مستديرة بشكل تام. إلى جانب ما سبق، لبعض أزهار زنبق الماء رائحة عطرية مميزة. كثيراً ما يعمم هذا الاسم على نبات اللوتس، لوجود تشابه كبر بينهما، إلا أن أزهار نباتات اللوتس تكون دائرية، بينما أزهار نبات زنبق الماء تكون في العادة دائرية مدببة في أطرافها. كما أن سنفة البذور تكون بارزة في نبات اللوتس.

## تصنيف[11]
أجناس الفصيلة النيلوفرية :
- Barclaya
- Euryale
- Hydrostemma

- النوفار Nuphar

- النيلوفر Nymphaea
- Nymphozanthus
- Ropalon
- Victoria[12]